# Eden Blecher
Eden Blecher (in ebraico עדן בלכר‎?; 27 novembre 1997) è una nuotatrice artistica israeliana.

## Palmarès
- Giochi europei

Cracovia 2023: oro nel programma libero combinato e bronzo nella gara a squadre programma libero

### Coppa del Mondo
- 3 podi:
  - 1 secondo posto (1 nella gara a squadre)
  - 2 secondi posti (2 nella gara a squadre)